# Taken (Miniserie)
Taken ist eine Mystery-Miniserie in zehn Teilen aus dem Jahr 2002. Sie wurde von Steven Spielberg produziert.
Taken schildert in zehn Folgen à 90 Minuten die Geschichte von drei Familien, die seit vier Generationen mit einem streng gehüteten Geheimnis leben: Sie haben seit dem Zweiten Weltkrieg Kontakt zu Außerirdischen. Dabei werden bekannte moderne Mythen wie Entführungen durch UFOs oder die Unterwanderung der Gesellschaft durch Aliens thematisiert.

## Produktion
Die Produktion der Serie kostete knapp 40 Millionen US-Dollar. Jede der zehn Folgen in Spielfilmlänge wurde mit einem anderen Regisseur gedreht. Um die Storylines so glaubwürdig wie möglich zu gestalten, stellte Spielberg zahlreiche wissenschaftliche Berater aus den USA und Kanada zusammen – unter ihnen technische Ratgeber, Chirurgen, Historiker und auch Militär-Experten.
Für die Spezialeffekte engagierte Spielberg führende Spezialisten der Branche: James Lima (Spider-Man, Starship Troopers, Die Mumie) für die visuellen Effekte und Chris Gorak (Minority Report, Fight Club, Blade: Trinity) für das Design. Allein für die optische Umsetzung arbeiteten rund 16 Kreative mit.

## Auszeichnungen und Erfolg
Taken wurde als „Beste Miniserie“ mit dem Emmy ausgezeichnet und erhielt fünf weitere Emmy-Nominierungen, unter anderem für „Beste Special-Effects in einer Miniserie“. Eine Golden-Globe-Nominierung gab es als „Beste Mini-Serie“ und einen Golden Satellite Award in der Kategorie „Beste Mini-Serie“.

## Ausstrahlung in Deutschland

### Fernsehen
Die von DreamWorks produzierte Serie wurde in Deutschland erstmals am 6. November 2003 auf Premiere ausgestrahlt. Ab dem 13. Juni 2005 strahlte ProSieben die Folgen um 21.15 Uhr aus. Ab dem 25. Juli 2005 wurde der Sendeplatz auf 20:15 Uhr vorgezogen, dem eigentlichen Ausstrahlungstermin der Serie Lost.
Eine unvollständige Auswahl der gemessenen Einschaltquoten zeigt folgende Tabelle.
| Datum                                          | Zuschauer | Zuschauer       | Marktanteil | Marktanteil     | Quelle |
| Datum                                          | Gesamt    | 14 bis 49 Jahre | Gesamt      | 14 bis 49 Jahre | Quelle |
| ---------------------------------------------- | --------- | --------------- | ----------- | --------------- | ------ |
| 13. Juni 2005                                  | 3,19 Mio. | 2,50 Mio.       | 11,8 %      | 20,2 %          | [ 3 ]  |
| 20. Juni 2005                                  | 2,10 Mio. | –               | –           | 17,2 %          | [ 4 ]  |
| 27. Juni 2005                                  | 2,25 Mio. | 1,78 Mio.       | 9,4 %       | 16,5 %          | [ 6 ]  |
| 11. Juli 2005                                  | 1,55 Mio. | 1,16 Mio.       | 6,5 %       | 11,1 %          | [ 7 ]  |
| 18. Juli 2005                                  | 1,38 Mio. | 1,03 Mio.       | 6,0 %       | 10,0 %          | [ 8 ]  |
| 25. Juli 2005 (erste Folge zur Hauptsendezeit) | 1,67 Mio. | 1,27 Mio.       | 5,6 %       | 10,6 %          | [ 5 ]  |
| 1. August 2005                                 | 1,78 Mio. | 1,29 Mio.       | 6,6 %       | 12,0 %          | [ 9 ]  |

### DVD
Seit September 2005 ist Taken – Entführt in Deutschland auf DVD erhältlich. Die Box besteht aus sechs DVDs, von denen fünf die Miniserie enthalten und die sechste ein 43-minütiges Making-of enthält.

## Episoden

### Episode 1: Hinter dem Himmel (Beyond the Sky) (1944–1947)
Mit Episode 1 nimmt die Geschichte im Jahre 1944 während des Zweiten Weltkrieges ihren Anfang. Der amerikanische Kampfpilot Russell Keys (Steve Burton) wird bei einem Kampfeinsatz über Frankreich abgeschossen und von „Schutzengeln“ gerettet. Die dabei von ihm und seiner gesamten Crew beobachteten Lichterscheinungen bedienen hier den Mythos der Foo-Fighter. Wie sich später herausstellt, sind die „Schutzengel“ keine Engel, sondern Außerirdische. Keys kehrt zurück nach Amerika und bekommt mit seiner Frau Kate einen Sohn namens Jesse. Mit der Zeit merkt er aber, dass er nun regelmäßig von Außerirdischen entführt wird, was sich zunehmend zu einer psychischen Zerreißprobe für ihn und seine junge Familie entwickelt.
Die Handlung springt ins Jahr 1947, zum UFO-Absturz von Roswell. Der US-Militär Captain Owen Crawford (Joel Gretsch) ist zu dieser Zeit der Leiter einer streng geheimen Regierungsorganisation, die zum Ziel hat, die Geheimnisse der Außerirdischen aufzudecken.
Kurz nach den Geschehnissen in Roswell taucht ein unbekannter Verwundeter auf der Farm der Kellnerin und zweifachen Mutter Sally Clarke (Catherine Dent) auf und versteckt sich eine Zeitlang dort. Sallys Ehemann ist zu diesem Zeitpunkt beruflich unterwegs. Der Fremde scheint einige sonderbare Fähigkeiten zu besitzen. Sally, deren Ehe emotional zerrüttet ist, verliebt sich in den geheimnisvollen Fremden und geht eine Beziehung mit ihm ein. Bevor die Regierung sich den „Besucher“ greifen kann, lässt sich dieser von seinen Leuten, den Außerirdischen, wieder abholen. Dabei wird Sally klar, worauf sie sich bei ihm eingelassen hat. Monate später bringt Sally einen Jungen mit außergewöhnlichen, beängstigenden Fähigkeiten zur Welt.

### Episode 2: Jacob und Jesse (Jacob and Jesse) (1958–1962)
Der nun 13-jährige Jesse Keys (James Kirk), Sohn von Russell Keys, wird wie sein Vater von den Außerirdischen entführt. Russell versucht alles, um seinen Sohn vor den Aliens zu beschützen. Gleichzeitig bemüht sich Crawford weiterhin, das Geheimnis der Aliens und des Roswell-Absturzes zu lüften. Selbst nach zehn Jahren intensiver Forschung konnte nicht herausgefunden werden, wie das geborgene UFO funktioniert. Die unzufriedene Regierung kommandiert daraufhin einen neuen, deutschen Forscher zu diesem Projekt ab. Dieser findet heraus, dass das Raumschiff mit Gedankenenergie (Psi -Energie) zum Fliegen gebracht werden kann. Nach skrupellosen Recherchen seinerseits stößt er auf Sally Clarks Sohn Jacob (Anton Yelchin), welcher von einem Alien gezeugt wurde (Episode 1). Er soll mithilfe seiner besonderen Fähigkeiten das UFO zum Fliegen bringen. Owen Crawford, mittlerweile ebenfalls verheiratet und Vater zweier Söhne, freundet sich daraufhin mit Sally an und findet so Zugang zu den Clarks – somit auch zu Jacob. Der anschließende Entführungsversuch schlägt fehl, als Jacob seine Kräfte an ihm anwendet und danach mithilfe seiner Geschwister in einer anderen Familie Unterschlupf findet.

### Episode 3: Große Hoffnungen (High Hopes) (1962–1970)
Aufgrund fehlender Forschungsergebnisse droht die Regierung, das Budget für die Alien-Forschung zu streichen und somit weitere Forschungen unmöglich zu machen. Da sich die Spezialisten nun auch mit den Boulevardmedien beschäftigen, machen sie schnell den mehrmals entführten Russell Keys und dessen Sohn Jesse ausfindig. In ihrer Verzweiflung über die Entführungen bieten die beiden freiwillig an, sich untersuchen zu lassen. Dabei entdecken die Ärzte ein winziges Objekt in Russells Kopf, welches zu leben scheint und außergewöhnliche Fähigkeiten hat. Beim Versuch, dieses Objekt operativ zu entfernen, sterben sowohl alle anwesenden Personen als auch Russell selbst. Jesse wird von den Außerirdischen aus den Fängen der Regierung gerettet und taucht für eine Weile unter.

### Episode 4: Härtetests (Acid Test) (1970–1980)
Owen Crawfords Söhne Eric (Andy Powers) und Sam (Ryan Merriman) haben sich durch die unterschiedliche Behandlung ihres Vaters auseinandergelebt. Während Eric, der immer vernachlässigt wurde, in die wenig rühmlichen Fußstapfen seines Vaters tritt, studiert Sam, der von Owen bevorzugt wurde, Journalismus und wendet sich so gegen seinen Vater. Durch eine archäologische Ausgrabung kommt Sam dabei ungewollt den Geheimnissen um die Aliens näher und den Bewohnern des Städtchens in die Quere, die ihrerseits versuchen, etwas Schreckliches geheim zu halten, das vor vielen Jahren geschah. Sein Engagement für die Archäologen endet für Sam tödlich. Kurz darauf stirbt auch Owen an einem Herzstillstand, nachdem Eric, mit einer gewissen Genugtuung, ihm die Nachricht über Sams Tod überbracht hatte.
Der nun erwachsene Jesse Keys (Desmond Harrington) ist verwirrt und drogenabhängig aus dem Vietnamkrieg zurückgekehrt. Die Erinnerungen an die Entführungen durch die Aliens haben ihn depressiv gemacht. Hilfe findet er bei der Krankenschwester Amelia (Julie Ann Emery). Die beiden werden ein Paar und bekommen einen Sohn, Charlie.

### Episode 5: Die Versuchung (Maintenance) (1980–1983)
Jacob Clarke (Chad Donella) kehrt nach Hause zurück, um sich von seiner sterbenden Mutter zu verabschieden. Er ist mittlerweile verheiratet und hat eine elfjährige Tochter namens Lisa. Erst jetzt weiht Jacob seinen Bruder Tom (Ryan Hurst) in sein Geheimnis ein. Tom, der zeitlebens vehementer Gegner der Alien-Theorie war und eher an eine Regierungsverschwörung glaubt, hat sich mittlerweile einen Namen als Starautor von diversen Werken zu diesem Thema gemacht. Als sich sein plötzlicher Sinneswandel in den Medien bemerkbar macht, lenkt er unfreiwillig wieder die Aufmerksamkeit der Forscher auf seine Familie. Eric Crawford führt unterdessen die geheimen Untersuchungen seines Vaters weiter. Zusammen mit Dr. Chet Wakeman (Matt Frewer) verfolgt er Jacob Clarke und Jesse Keys, die mysteriöse „Schutzengel“ zu haben scheinen. Bevor sie die beiden fassen können, stirbt Jacob aus zu diesem Zeitpunkt unbekannten Gründen. Jesse landet letztendlich in einer Nervenheilanstalt, wo er den Rest seines Lebens verbringt.

### Episode 6: Charlie und Lisa (Charlie and Lisa) (1983–1997)
Nach dem Tod von Jesse und Jacob werden deren Kinder weiterhin von den Aliens heimgesucht, während beide immer noch von Crawfords Leuten gejagt und observiert werden. Schnell merkt Crawford, dass sowohl Charlie Keys (Adam Kaufman), als auch Lisa Clarke (Emily Bergl) unter dem Schutz der Aliens stehen, die eine Entführung beider nicht zulassen werden. Bei einer ihrer Entführungen durch die Außerirdischen zeugen Charlie und Lisa ein Kind, erinnern sich jedoch nicht mehr daran. Wenig später bringt Lisa ihre Tochter Allison (Allie) zur Welt.
Dr. Chet Wakeman zeigt nicht nur Interesse an den Außerirdischen, sondern auch an Eric Crawfords Tochter Mary (Heather Donahue).

### Episode 7: Gottes Gleichung (God’s Equation) (Gegenwart)
Beim Besuch einer „Entführten-Selbsthilfegruppe“ lernt Charlie Lisa kennen. Beide spüren eine besondere Verbindung zueinander, die sie sich nicht sicher erklären können, und unterziehen sich deshalb einer Hypnose. Dabei stellen die beiden fest, dass Charlie der Vater von Lisas neunjähriger Tochter Allie (Dakota Fanning) ist. Allie ist ein besonderes Mädchen, das sogar stärkere Macht zu besitzen scheint als ihr Großvater Jacob. Sie ist in der Lage, Zeit und Raum zu beeinflussen, Gedanken zu lesen und Wunden zu heilen.
Dr. Wakeman und seine Geliebte Mary Crawford planen, Allie für ihre Forschungsprojekte zu entführen, was jedoch nicht so einfach ist. Erst als Allie vor die Wahl zwischen ihrem Leben und dem der anderen Therapieteilnehmer gestellt wird, begibt sie sich freiwillig zu ihnen. Eric Crawford wird in dieser Episode kaltblütig ermordet, weil er Skrupel hat, die anderen Therapieteilnehmer ermorden zu lassen.

### Episode 8: Der Absturz (Dropping the Dishes)
Nachdem die Bush-Regierung an die Macht gekommen ist, wird General Beers (James McDaniel) mit der geheimen Alien-Forschung beauftragt. Er benutzt Allie als Köder, um die Außerirdischen in eine Falle zu locken. Mary Crawford wird unterdessen aus dem Projekt ausgeschlossen und ist sehr ungehalten darüber. Gleichzeitig machen sich Charlie und Lisa auf die Suche nach ihrer entführten Tochter. Lisa ist mental mit Allie verbunden, wodurch sie den Aufenthaltsort des Kindes finden kann: einen verlassenen Bauernhof in North Dakota.
Mary Crawford findet auf dem verlassenen Landsitz ihrer Familie unterdessen ein altes Erbstück: ein metallähnlicher Gegenstand aus den Trümmern des in Roswell abgestürzten UFOs, den ihr Großvater stets vor der Regierung verbarg. In der Hoffnung herauszufinden, was es mit dem geheimnisvollen Gegenstand auf sich hat, bringt sie es zu Allie, woraufhin bei dieser eine heftige mentale und physische Reaktion beobachtet wird. Indessen erscheint ein UFO über dem Bauernhof und wird von den anwesenden Militärs abgeschossen.

### Episode 9: John (John)
Da das Ufo zur Landung gezwungen wurde, kann es nun erforscht werden. Nach einer ereignisreichen Erkundung des Raumschiffs von innen kann das UFO plötzlich wieder fliegen und nimmt das gesamte Gebäude, in dem sich zu dem Zeitpunkt Allie befindet, kurzerhand mit, bevor es verschwindet. Es stellt sich heraus, dass die gesamte Erscheinung nur ein Trick Allies war, um der Regierung ihre Entführung vorzutäuschen und heimlich mit ihren Eltern fliehen zu können. Sie selbst ist jedoch nach diesem Kraftakt sehr erschöpft, womit klar wird, dass das Anwenden ihrer Fähigkeit sie, wie einst ihren Großvater Jacob, über kurz oder lang das Leben kosten könnte. Charlie, Lisa und Allie sind auf der Flucht, jedoch kann ihr Signal empfangen werden. Bei einer Rast taucht „John“, der Vater Jacobs auf. Kurz darauf tauchen Dorfbewohner auf, die die auf Allie ausgesetzte Belohnung ergattern wollen. John hält sie mit all seinen Kräften auf, wird jedoch angeschossen.

### Episode 10: Der Abschied (Taken)
Charlie, Lisa, Allie und John sind weiter auf der Flucht. Währenddessen erzählt Allie ihrer Mutter, dass sie während ihrer Gefangenschaft etwas „gesehen“ habe, was ihr Angst einjagt. Es wird klar, dass John gekommen ist, um Allie zu den Aliens mitzunehmen, wogegen sich das Mädchen und seine Eltern vorerst wehren. John gibt jedoch zu zu bereuen, was er Allie und ihren Vorfahren angetan hat. Er erzählt, dass er und die anderen Außerirdischen Wissenschaftler seien und die Menschen vor allem in Hinblick auf ihre Gefühlswelt erforscht haben, da dies etwas Fremdes für seine Spezies sei. Sie selbst hatten die Emotionen im Laufe der Evolution verloren, sie liegen stark im Verborgenen. Die Herzlichkeit, die Großmutter Sally John entgegengebracht hatte, weckte ein wenig davon. Und damit begann das Experiment, beides zu vereinen, dessen erfolgreiches Ergebnis Allie ist. Eine sehr ähnliche Theorie erzählt gleichzeitig Dr. Wakeman seiner Kollegin Crawford.
Dr. Wakeman und Mary Crawford haben sich vom Militär getrennt, können das Signal aber noch immer empfangen. Wakeman sieht seine Aufgabe inzwischen darin, Allie zu beschützen. Crawford dagegen will weiterkämpfen und die Macht besitzen. Unterwegs trifft die Gruppe mit Onkel Tom zusammen, den sie zuvor kontaktiert hatten. Bei einem weiteren Zwischenstopp können sich Lisa und Allie mit Hilfe der Kräfte Johns nur knapp dem Zugriff von Wakeman und Crawford entziehen, wobei der Waffeneinsatz Crawfords von Wakeman verhindert wird. Allie erzählt von dem signalabschirmenden Helm, womit klar wird, wodurch sie geortet werden können. John erklärt Allie, wie sie ihr Signal und das ihrer Mutter ausschalten kann. Sie wären somit für die Aliens wie für die Regierung nicht mehr ortbar.
Die junge Familie versteckt sich auf dem alten Anwesen der Clarkes. In der Nacht erklärt John Allie, dass sie bei Bedarf noch ein Signal aussenden kann, und verlässt die Gruppe, um auch durch sich keinen Hinweis mehr zu bieten. Er entschwindet in Alien-Form in einem hellen Licht im Wald. Crawford findet heraus, dass Tom Clark die Farm noch immer gehört. Wakeman will ihn per Telefon warnen, Crawford bemerkt dies jedoch und erschießt ihn, bevor er fertigsprechen kann. Sie arbeitet wieder mit dem Militär zusammen.
Tom ruft bei einem Radiosender an, welcher Menschen dazu bringt, zu der Farm zu kommen, um Allie vor dem Zugriff des Militärs zu schützen. Nachdem die Situation zu eskalieren droht, entscheidet sich Allie, mit den Aliens zu gehen, um ein Blutvergießen zu verhindern. Zuvor kann sie mittels ihrer Kräfte die Sender in den Köpfen der entführten Menschen zerstören und somit das Signal, mit dem sowohl die Aliens als auch die Regierung sie finden könnten, abstellen. Nach einem langen, tränenreichen Abschied verschwinden die herbeigekommenen UFOs mit Allie.

## Figuren

### Die Clarkes
Sally Clarke
Gespielt von Catherine Dent.
Sally ist eine einsame Frau, seit ihr Mann Fred oft außerhalb der Stadt arbeitet. Als sie John trifft, wendet sich ihr Leben zum Guten, und sie entwickeln eine spezielle Bindung, auch wenn sie sich nur wenig kennen. Sie wird schwanger mit Jacob, einem Halb-Alien. Jahre nach Jacobs Geburt kommt Owen Crawford ihn suchen. Er benutzt Sally, um ihm näher zu sein. Sie fällt auf seinen Charme herein, entdeckt seine wahren Absichten aber später und muss sich schweren Herzens von ihrem jüngsten Sohn trennen, um ihn vor der Regierung zu beschützen.
Fred Clarke
Gespielt von Alf Humphreys.
Fred ist Sallys Mann. Fred war immer geschäftlich unterwegs, so wurde die Beziehung zu seiner Frau und seinen Kindern stark belastet. Er starb irgendwann zwischen Jacobs Geburt und Weihnachten 1958.
Tom Clarke
Gespielt von Ryan Hurst als erwachsenem Tom und Kevin Schmidt als jungem Tom.
Der Sohn von Sally und Fred, Tom, war immer skeptisch gegenüber den Vorstellungen seiner Mutter über außerirdisches Leben und macht es sich zu seiner Lebensaufgabe, alle Alien-Theorien zu zerschlagen, wo auch immer sie auftreten. Nachdem Owen Crawford Sallys Leben zerstört hat, beschließt Tom, Owens zu ruinieren. Tom ist ein stetes Hindernis in Crawfords Ermittlungen. Er ändert seine skeptische Meinung gegenüber Aliens, als er erfährt, dass sein Bruder Jacob selber zur Hälfte Alien ist, und versucht seitdem, die Wahrheit hinter den Vertuschungen der Regierung der Öffentlichkeit nahezubringen. Er versucht stets sowohl Jacob als auch (nach Jacobs Tod) seine Nichte Lisa vor den skrupellosen Machenschaften Crawfords zu beschützen.
Becky Clarke
Gespielt von Chad Morgan als erwachsene Becky und Shauna Kain als junge Becky.
Sie hat eine besondere, liebevolle Bindung zu ihrem jüngeren Bruder Jacob und beschützt ihn stets vor der Bedrohung durch die Regierung. Später verliebt sie sich jedoch in Eric Crawford und wird zu seiner Geliebten. Am Ende entscheidet sie sich aber, ihren Mann und ihre Kinder nicht für ihn zu verlassen, auch wenn das Verhältnis zu ihrer Familie sehr gespannt ist. Es bleibt ungeklärt, ob Erics Gefühle für sie tatsächlich echt oder nur eine Hinterlist gewesen sind, um nähere Informationen über Jacob in Erfahrung zu bringen.
Jacob Clarke
Gespielt von Anton Yelchin als jungem Jacob und Chad Donella als erwachsenem Jacob.
Jacob ist eine Kreuzung zwischen Mensch und Alien. In seiner Kindheit ist er stets anders als die anderen Kinder. Als scheuer und unsozialer Junge wird er gemobbt. Das ändert sich, als er seine unglaublichen Geisteskräfte demonstriert. Jacob, zwischenzeitlich auch Jack genannt, wird mit den Jahren ein weiser Mann mit starken telekinetischen und telepathischen Fähigkeiten, die er von seinem Vater John erbte. Wenn nötig, kann Jacob seine Gegner mit all ihren Ängsten und ihrer meist unerfreulichen Zukunft konfrontieren, woraufhin diese vorübergehend dem Wahnsinn verfallen. Diese Fähigkeiten haben aber auch ihre Nachteile: zu häufiges Einsetzen kann ein starkes Schädeltrauma verursachen, was sein Leben gefährdet. Letztlich schwächen diese Kräfte seine Gesundheit und bringen ihn um.
Carol Clarke
Gespielt von Sadie Lawrence.
Carol ist eine nette Frau, die Jacob heiratet, ohne zu bemerken, dass ein Teil von ihm nicht von dieser Welt ist. Verwitwet heiratet sie Danny Holding.
Lisa Clarke
Gespielt von Emily Bergl als erwachsene Lisa, Alexandra Purvis als 13-jährige Lisa und Taylor-Anne Reid als elfjährige Lisa.
Obwohl sie die Tochter eines Halbalien ist, erbt sie nicht eine der Fähigkeiten ihres Vaters. Aber sie wird von den Aliens vor den Crawfords beschützt und sie retten auch ihr Leben bei der Geburt ihrer Tochter Allison (Allie). Lisa trifft Charlie Keys an Bord des Raumschiffes, als sie entführt wird. Sie zeugen zwar Allie an Bord des Raumschiffes, können sich aber zurück auf der Erde an nichts erinnern. Später bemerkt Lisa, dass sie eine psychische Verbindung mit ihrer Tochter Allie hat. Als Teenager trägt Lisa oft ein Hüsker-Dü-T-Shirt von der Metal-Circus-Ära.

### Die Crawfords
Captain/Colonel Owen Crawford
Gespielt von Joel Gretsch.
Seit dem Absturz in Roswell 1947 machte Owen Crawford Karriere, vom Captain bis zum Colonel in den United States Army Air Forces. Er macht vor nichts Halt, um das Geheimnis um die Besucher aus dem Weltall zu lüften, selbst wenn er dazu seine Familie opfern muss. Owen geht ein Verhältnis mit Sally Clarke ein, um an Jacob heranzukommen. Nachdem sein Plan fehlgeschlagen ist und er Sally das Herz gebrochen hat, zerstört Sallys Sohn Tom Owens Karriere. 1970 stirbt Owen an einem Herzstillstand, nachdem er von Sams Tod erfahren muss. Eric weiß, dass Owen von seinem Schicksal wusste, und verflucht ihn bis zu seinem letzten Atemzug.
Anne Crawford
Gespielt von Tina Holmes.
Anne ist eine warmherzige Frau, die Owens Charme verfällt. Sie bemerkt schließlich, dass er sie nur heiratete, um das Alienprojekt von ihrem Vater, Colonel Campbell, zu übernehmen. Daraufhin verschlechtert sich ihr seelischer Zustand mit einem schockierenden Abschluss: Sie wird von ihrem eigenen Mann erschossen, der es so aussehen lässt, als hätte sie eine Affäre mit Captain Bowen gehabt, der sie dann beide erschossen hat.
Eric Crawford
Gespielt von Andy Powers als erwachsenem Eric, Nolan Funk als Teenager Eric und Cody Shaer als jungem Eric.
Nicht ganz so rücksichtslos wie sein Vater, ist Eric aber ein verwirrter und verärgerter Mann, der sich von seinen Eltern, vor allem von Owen, nicht geliebt fühlt. Deshalb wird er eifersüchtig auf seinen jüngeren Bruder Sam. Eric erbt das extraterrestrische Projekt von seinem Vater, nachdem er den General mit Owens Aufzeichnungen erpresst. Er verliert das Projekt, als die Aliens alle Beweise zurückholen, ist aber nach einem erneuten Vorfall während einer Weltallmission zurück im Geschäft. Erics Vergangenheit und seine Verbissenheit, was das Projekt und die Suche nach dem Beweis, der Tom Clarke vor ihm versteckt, angeht, entfremden ihn von seiner Frau Julie und seiner Tochter Mary. Später wird Eric auf Befehl seiner eigenen Tochter erschossen.
Sam Crawford
Gespielt von Ryan Merriman als erwachsenem Sam, Branden Nadon als Teenager Sam und Trevor Pawson als jungem Sam.
Der freundliche und verständnisvolle Sam wächst mit dem Traumberuf Journalist auf. Er schätzt das Projekt seines Vaters und Bruders nicht besonders, bis er in einem Zeitungsartikel über antike Eskimo-Ruinen liest, deren Inschriften den Symbolen auf dem Stück Metall, dass Owen in seinem Safe aufbewahrt, gleichen. Sam unternimmt eine Reise nach Alaska, um die Wahrheit herauszufinden. Mit fatalen Konsequenzen: Seinem Tod.
Julie Crawford
Gespielt von Emily Holmes.
Julie dachte, sie heirate in Eric den perfekten Mann, wird jedoch bitter enttäuscht. Ihre Verbindung mit ihrer Tochter Mary ist sehr stark, auch wenn sie nicht bemerkt, wie viele Eigenschaften Mary von ihrem Großvater geerbt hat.
Mary Crawford
Gespielt von Heather Donahue als erwachsener Mary und Anysha Berthot als junger Mary.
Obwohl ihr Verhältnis zu ihrer Mutter sehr gut ist, fühlt Mary sich ihrem Vater Eric gegenüber fremd. Als Medizinstudentin springt sie auf Erics Projekt auf und erreicht zusammen mit ihrem Wissenschaftskollegen und heimlichen Geliebten Dr. Chet Wakeman einige Durchbrüche. Mary experimentiert kaltblütig mit einigen der „Entführten“ und verfolgt die ganze Generation der Clarkes und Keys, vor allem Allie. Sie schreckt auch vor Mord nicht zurück. Sie wird am Ende wegen ihrer Verbrechen verhaftet.

### Die Keys
Capt. Russel Keys
Gespielt von Steve Burton.
Als Pilot eines B-17-Bombers im Zweiten Weltkrieg wird Russel zusammen mit seiner Crew 1943 über Frankreich von Aliens, die sie zunächst für deutsche Ärzte halten, entführt. Nachdem er die Aliens erschossen hat und nach Hause zurückgekehrt ist, ist er ein anderer Mensch. Die Aliens interessieren sich für ihn und seine Nachfahren, weil er als einziger aus der 1943 entführten Crew den Kontakt mit ihren Technologien überlebt. In der Hoffnung, so nicht von den Aliens gefunden werden zu können, lebt er eine längere Zeit als Obdachloser. Aber er täuscht sich, da weiterhin Entführungen stattfinden, bei denen er stets dubiosen, meist schmerzhaften Experimenten unterzogen wird. Russel versucht, seinen Sohn Jesse vor den Aliens zu schützen, und ist frustriert über seine Machtlosigkeit diesbezüglich. Am Ende wird er von Air Force Ärzten, angeführt von Col. Owen Crawford und Dr. Kreutz, untersucht und operiert. Er stirbt, als der Versuch, sein Schädel-Implantat zu entfernen, schiefläuft.
Kate Keys
Gespielt von Julie Benz.
Nachdem sie lange auf die Rückkehr ihres Mannes aus Europa warten musste, ist Kate enttäuscht, in dem zurückgekehrten Russel einen anderen Menschen vorzufinden. Sie ist permanent um seine geistige Verfassung besorgt und darüber, dass er ihr nicht sagen kann, was ihn schon so lange verfolgt. Nach Russels Flucht lässt sie sich scheiden und heiratet den Sheriff Bill Walker.
Jesse Keys
Gespielt von Desmond Harrington als erwachsenem Jesse, James Kirk als Teenager Jesse und Conner Widdows als jungem Jesse.
Der Sohn von Russel und Kate bewundert stets seinen Vater und dessen Heldentaten während des Zweiten Weltkriegs. Jesse selbst wird von klein auf ebenfalls von Außerirdischen entführt und gerät mit jeder dieser Erfahrungen tiefer in den Teufelskreis aus Angst und Wut. Er ist teilweise traumatisiert von seinen Erlebnissen im Vietnam, wo die Aliens ihn aus einem brennenden Tempel retteten, seine Kameraden aber alle sterben ließen. Nach dem Krieg wird er heroinsüchtig, findet aber wieder Halt bei der Krankenschwester Amelia. Jesse versucht seinen Sohn Charlie vor Entführungen zu beschützen, aber ohne Erfolg. Seine Erfahrungen bringen ihn in eine Nervenheilanstalt, wo er bis zu seinem Tod bleibt.
Amelia Keys
Gespielt von Julie Ann Emery.
Amelia trifft Jesse im Spital, in dem sie arbeitet. Sie kümmert sich um ihn und hilft ihm, von seiner Drogensucht loszukommen. Sie ist besorgt über Jesses zunehmend unberechenbares Verhalten, vor allem gegenüber ihrem Sohn Charlie. Amelia glaubt Jesse jedoch schließlich, als Crawfords Agenten auftauchen, und bringt Charlie in Sicherheit.
Charlie Keys
Gespielt von Adam Kaufman als erwachsenem Charlie und Devin Douglas Drewitz als Teenager Charlie.
Wie sein Vater Jesse wird Charlie von Entführungen durch die Aliens gequält. Trotzdem hat er während der Entführungen eine faszinierende Begegnung mit Lisa Clarke, wobei eine spezielle Bindung zwischen den beiden entsteht. Charlie ist Lehrer, aber seine Versuche, die außerirdischen Aktivitäten offenzulegen, kosten ihm seinen Job. Er wird erneut gezwungen, vor der Regierung zu fliehen. Er trifft Lisa, als er Dr. Penzles Gruppe von Entführten studiert. Als die beiden sich einer Hypnose unterziehen, erfährt er, dass Allie seine Tochter ist, und versucht, sie und Lisa fortan zu beschützen.
Allie Keys
Gespielt von Dakota Fanning als Allie und Elle Fanning als dreijährige Allie.
Im Gegensatz zu ihrer Mutter erbte Allie Jacobs Fähigkeiten. Allie wirkt sehr intelligent für ihr Alter und besitzt nicht nur die Fähigkeit Gedanken zu lesen, sondern auch Zeit und Raum zu manipulieren und die Gegenwart zu verändern. Außerdem heilt sie ihren Vater Charlie, als dieser angeschossen wird. Allie ist das Ergebnis der Alien-Experimente, aber nicht einmal sie selbst weiß zunächst, was ihr bevorsteht. Sie wird von Mary Crawford und dem Militär entführt, die sie als Köder missbrauchen, um die Aliens in eine Falle zu locken. Sie rechnen jedoch nicht damit, dass die Aliens sich Allies außerordentlicher Fähigkeiten sehr wohl bewusst sind und somit kein Bedürfnis haben, ihr zur Hilfe zu eilen, solange Allie in der Lage ist, sich selbst zu wehren. So kommt es, dass Allie sie alle im richtigen Moment täuscht und letztlich mit ihren Eltern fliehen kann. Am Ende beschließt sie, die Erde zusammen mit den Aliens zu verlassen, um ein Blutvergießen zwischen den Militärs und den Menschen zu vermeiden. Doch sie hinterlässt das Versprechen, irgendwann wiederzukommen.

### Andere Figuren
Alien-Besucher 'John' 
Gespielt von Eric Close.
Als „Johns“ Raumschiff in der Nähe von Roswell abstürzt und seine Kameraden sterben, nimmt er die Form eines Menschen an. Er lernt Sally Clarke kennen und zeugt mit ihr ein Kind, Jacob. John verlässt sie kurz danach, aber Sally fühlt zeitlebens eine spezielle Verbindung zu ihm. Jacob hilft seiner Mutter, John, wenn auch nur durch eine Halluzination, an ihrem Totenbett wiederzusehen. Er kehrt später zurück, um seiner Urenkelin Allie zu helfen. Außerdem soll er sie zu den Außerirdischen mitnehmen. Aus Mitleid entscheidet er sich jedoch dagegen und zeigt ihr, wie sie ihr eigenes „Signal“ und das der entführten Menschen ausschalten kann, um von den Aliens nicht mehr gefunden zu werden. Das Militär, das längst Kenntnis über dieses Signal erlangt hat und nur so in der Lage war, sie und ihre Mutter stets aufzuspüren, kann sie daraufhin ebenfalls nicht mehr orten. John verrät weiterhin, dass sie, sollte sie sich jemals anders entscheiden, nach ihnen, den Aliens, rufen kann, um wiedergefunden zu werden.
General Beers
Gespielt von James McDaniel.
Ein hochrangiger Offizier der US Army. General Beers beendet Mary Crawfords und Dr. Wakemans FBI-Alien-Projekt. Er führt Operationen nach North Dakota mit dem Ziel, die Aliens in eine Falle zu locken. Sein Plan scheint aufzugehen, als tatsächlich ein UFO abstürzt, doch wie sich herausstellt, hat Allie alle getäuscht.
Lieutenant/Captain Howard Bowen
Gespielt von Jason Gray-Stanford.
Einer von Col. Owen Crawfords beiden engsten Mitarbeitern. Als er eines Nachts von Owen beauftragt wird, dessen Frau Anne in eine Entzugsanstalt zu fahren, werden die beiden unterwegs von Owen aufgehalten und heimtückisch ermordet. Gleichzeitig stellt Owen die Ereignisse so dar, als hätte Anne eine Affäre mit Bowen gehabt und beide einander aufgrund von Streitigkeiten erschossen.
Col. Thomas Campbell
Gespielt von Michael Moriarty.
Ein Air Force-Colonel und Capt. Owen Crawfords Vorgesetzter. Er übernimmt die Kontrolle über alle Geschehnisse bei Roswell und schließt Crawford davon aus. Crawford verführt und heiratet aber seine Tochter Anne und erpresst Campbell als Kopf des Projektes.
Dewey Clayton
Gespielt von Timothy Webber.
Ein Jagdführer in North Dakota, den Charlie und Lisa anheuern, um Allie zu finden, nachdem die Armee die Straße zum Gebiet, wo Allie ist, abgeriegelt hat.
Gladys & Mavis Erenberg
Gespielt von Carol & Helen Infield Sender.
Gladys und Mavis sind die berühmten Erenberg-Zwillinge, die miteinander geistig verbunden sind. Sie werden nach New Mexico gebracht und demonstrieren ihre Fähigkeiten: Räumlich voneinander getrennt, schaut sich die eine einen Blumenstrauß an, während die andere diesen detailgetreu zeichnet. Owen Crawford und Dr. Kreutz hoffen, dass die Zwillinge das abgestürzte Raumschiff fliegen können, und bringen sie in das Raumschiffinnere. Wohl bewusst, dass ein längerer Aufenthalt in dem UFO bei Menschen unweigerlich zum Tode führt, lassen sie die Zwillinge weit über die Zeit hinaus versuchen, das UFO in Bewegung zu bringen. Als sie das Raumschiff wieder betreten, sind die beiden tot.
Lieutenant/Captain Marty Erickson
Gespielt von John Hawkes.
Der zweite von Col. Owen Crawfords zwei Handlangern. Er verdächtigt Col. Crawford, seine Frau und Captain Bowen getötet zu haben, aber erzählt Eric erst einige Jahre nach Owens Tod davon. Eric lässt ihn als Beteiligten der Tat verhaften.
Danny Holding
Gespielt von Byron Lucas.
Ein Musiker und Nachbar von Carol Clarke, der oft Babysitter für Lisa ist und später Carols zweiter Ehemann wird.
Nina Toth
Gespielt von Camille Sullivan (erwachsen) und Brittney Irvin (Teenager).
Die beste Freundin von Lisa seit ihrer Schulzeit. Sie teilt ihre Vorliebe zur Musik von Hüsker Dü.
Dr. Kreutz
Gespielt von Willie Garson.
Nach dem Zweiten Weltkrieg floh der Nazi-Ingenieur nach Amerika. Nach dem Roswell-Absturz beginnt er 1947 unter Colonel Crawford zu arbeiten. Dr. Kreutz ist ein eher strenger und kühler Mensch und opfert, ohne zu zögern, Testpersonen. Ihn trifft ein grausames Schicksal nach den Experimenten an Russel Keys.
Lester
Gespielt von Frederick Koehler.
In den kalten Wäldern von Alaska haust Lester. Er ist eine Kreuzung aus Mensch und Alien, wurde aber im Gegensatz zu Jacob Clarke völlig deformiert geboren. Lester sieht aus wie ein mutierter Alien-Mensch und besitzt die ungewollte Eigenschaft, jeden, der ihm in die Augen sieht, zu töten. Erschüttert über sich selbst versteckt er sich in einer kleinen Hütte im Wald. Er errichtet ein den ägyptischen Grabkammern ähnelndes Grab für seinen toten Zwillingsbruder (ebenfalls sehr entstellt) und erhofft sich dabei, ihn mit Magie wieder zum Leben erwecken zu können. Lester und sein Zwillingsbruder sind missratene Versuche der Aliens und haben so keine Bedeutung für sie. Lester verbrennt, als eine aufgebrachte Menschenmenge seine Hütte anzündet.
Dr. Harriet Penzler
Gespielt von Gabrielle Rose.
Dr. Penzler ist sehr interessiert, als sie von den Erlebnissen der „Entführten“ hört. So eröffnet sie eine Therapiegruppe, in der Entführte über ihre Erfahrungen sprechen können. Sie wendet auch Hypnose an, damit die Teilnehmer ihrer Gruppe sich erinnern können. Als sie Lisa hypnotisiert, um Allie zu finden, wird sie wird von einem Agenten umgebracht.
Lieutenant Pierce
Gespielt von Michael Soltis.
Ein junger Soldat, der sich um Allie kümmert, während sie vom Militär gefangen gehalten wird. Er liest ihr Die Abenteuer des Huckleberry Finn vor. Als das UFO abstürzt, ist er einer der Soldaten, die ausgewählt werden, hineinzugehen. Nachdem Allies Täuschung aufgeflogen ist, hilft er ihr und ihren Eltern zu fliehen.
Ray
Gespielt von Brian Markinson.
Ray gibt vor, von Aliens entführt worden zu sein, ist aber tatsächlich ein Opfer von sexuellem Missbrauch. Er versucht, ein Medienspektakel zu veranstalten, indem er die Therapiegruppe als Geiseln nimmt, um sich selbst zu beweisen, dass er zurechnungsfähig ist. Allie überzeugt ihn aufzugeben.
Sue
Gespielt von Stacy Grant.
Captain Crawfords Freundin, bis er in der Heirat mit Anna eine Chance für seine Karriere findet. Sue findet ein Stück Alien-Technologie und bringt es ihm. Er verspricht ihr, ihre Beziehung zu erneuern, bringt sie aber auf brutalste Art und Weise um.
Sheriff Bill Walker
Gespielt von Ian Tracey.
Zweiter Ehemann von Kate Keys.
Dr. Chet Wakeman
Gespielt von Matt Frewer.
Trotz seiner Intelligenz kann Wakeman auch äußerst sadistisch sein. Er hat eine kindliche Faszination für Aliens und ist bereit, alles zu opfern, um an Erfahrungen mit Außerirdischen teilhaben zu können. Daher opfert er auch die Leben von Menschen und Tieren, um an Ergebnisse zu kommen und seine Neugier zu befriedigen. Auch wenn er Eric Crawfords Freund ist, verblasst ihre Freundschaft mit der Zeit, vor allem als Wakeman Erics Tochter Mary sehr nahe kommt und die beiden eine jahrelange Affäre haben. Mary ist jedoch diejenige, die Wakeman durch einen Schuss in den Rücken tötet, als er Charlie Keys und Lisa Clarke vor ihr warnen will.